# Via Appia (filme)
Via Appia é um filme alemão de 1989 do gênero drama, escrito e dirigido por Jochen Hick.
Rodado nas cidades do Rio de Janeiro, São Paulo e Hamburgo, o filme foi lançado no tradicional Max-Ophüls Festival, edição de 1989, em Saarbrücken (festival para cineastas estreantes da Alemanha, Áustria e Suíça).
Com a técnica da "câmera subjetiva", o diretor utiliza um equipamento de 16 mm para realizar cenas reais dos pontos underground da cidade do Rio de Janeiro da década de 1980.[carece de fontes?]

## Enredo
Frank, um comissário de bordo alemão da empresa Lufthansa retorna ao Brasil para reencontrar o garoto de programa que o contaminou com o vírus da AIDS. Com a ajuda de uma equipe de televisão alemã, que produz um documentário sobre o mundo underground da prostituição masculina na cidade carioca, ele visita pontos gays, como saunas, a boate "Galeria Alaska" e a Via Appia (apelido de rua com pontos de prostituição gay e que da nome ao filme) com um contratado (José, um garoto de programa) para a empreitada de localizar esse rapaz que tem o seu nome de guerra de Mário.

## Elenco
- Peter Senner - Frank[7]
- Guilherme de Pádua - José[8]
- Yves Jansen - diretor da TV alemã[7]
- Margarita Schmidt - Lucia[7]
- José Carlos Berenguer - Sergio[7]
- Gustavo Motta - Ulieno[7]
- Luiz Kleber - Mário[7]